# William Marshall (director)
William Marshall (12 d'octubre de 1917 – 8 de juny de 1994) va ser un cantant i líder de banda, a més d'actor, director i productor cinematogràfic de nacionalitat estatunidenca.

## Biografia
Nascut a Chicago, Illinois, va ser cantant de la banda de Fred Waring, the "Pennsylvanians", abans de formar un grup musical propi l'any 1937.
Posteriorment, en 1940, es va iniciar com a actor cinematogràfic a Hollywood. Després d'haver estat contractat per Warner Bros fins a 1941, Marshall va ingressar en la Força Aèria dels Estats Units com a tinent pilot. Finalitzada la Segona Guerra Mundial, va ser contractat per la 20th Century Fox, participant entre 1945 i 1949, com a actor i director, en un total de vint-i-quatre pel·lícules.
Va viatjar a Europa en 1946, jugant un paper actiu en la cinematografia del vell continent. En 1949 es va associar amb Errol Flynn per a rodar una sèrie de pel·lícules realitzades a Europa.
Marshall va fundar en 1966 la companyia Motion Picture Studios, que tenia la seva seu en Jamaica.
L'any 1967 va començar a escriure The Deal, novel·la basada en les seves experiències cinematogràfiques a Europa i a Hollywood. Pel llibre va ser guardonat amb el Critics Circle Award i l' Editors Award. Va intentar adaptar-la al cinema, sobretot a França, encara que sense èxit.
Va tornar a escriure en 1983, publicant La Sixième Saison, una narració autobiogràfica que tractava la seva vida des de la seva arribada a Los Angeles, la seva carrera a Hollywood, els cineastes amb els que va tractar, les seves pel·lícules, els seus matrimonis i altres temes. El llibre va haver d'anul·lar moltes de les seves pàgines per decisió judicial.
Marshall es va casar en quatre ocasions. La seva primera esposa, amb la que es va casar en 1942, va ser l'actriu francesa Michèle Morgan, amb qui va tenir un fill, Mike Marshall, també actor. La parella es va divorciar en 1948.
En 1950 es va casar amb una altra actriu francesa, Micheline Presle, i van tenir una filla, Tonie Marshall, actriu, directora i guionista. Es van divorciar en 1954.
Finalment, en 1961, es va casar amb l'actriu estatunidenca Ginger Rogers, de la qual es va divorciar en 1969. La seva última esposa va ser Corinne Aboyneau.
William Marshall va morir a Boulogne-Billancourt, París (França) en 1994.

## Filmografia

### Cinema

#### Actor
- 1940: Money and the Woman
- 1940: Flowing Gold, d'Alfred E. Green
- 1940: City for Conquest, d'Anatole Litvak
- 1940: Knute Rockne, All American, de Lloyd Bacon
- 1940: East of the River, d'Alfred E. Green
- 1940: Camí de Santa Fe, de Michael Curtiz
- 1942: Flying with Music
- 1942: Tomorrow We Live
- 1943: Aerial Gunner
- 1943: Mantrap
- 1943: I Escaped from the Gestapo, de Harold Young
- 1943: The Boy from Stalingrad
- 1944: Winged Victory, de George Cukor
- 1944: Belle of the Yukon, de William A. Seiter
- 1945: State Fair, de Walter Lang
- 1946: Murder in the Music-Hall, de John English
- 1946: Earl Carroll Sketchbook
- 1946: That Brennan girl
- 1947: Calendar Girl, de John Whitesell
- 1947: Blackmail
- 1951: Hello God
- 1955: Les Impures de Pierre Chevalier

#### Director
- 1951: Hello God
- 1951: The Adventures of Captain Fabian
- 1961: The Phantom Planet

#### Productor
- 1951: The Adventures of Captain Fabian
- 1964: The Confession

### Televisió
Actor
- 1958: Folio (serie TV)
- 1958: Oh Boy (serie TV)